# Petra Röder

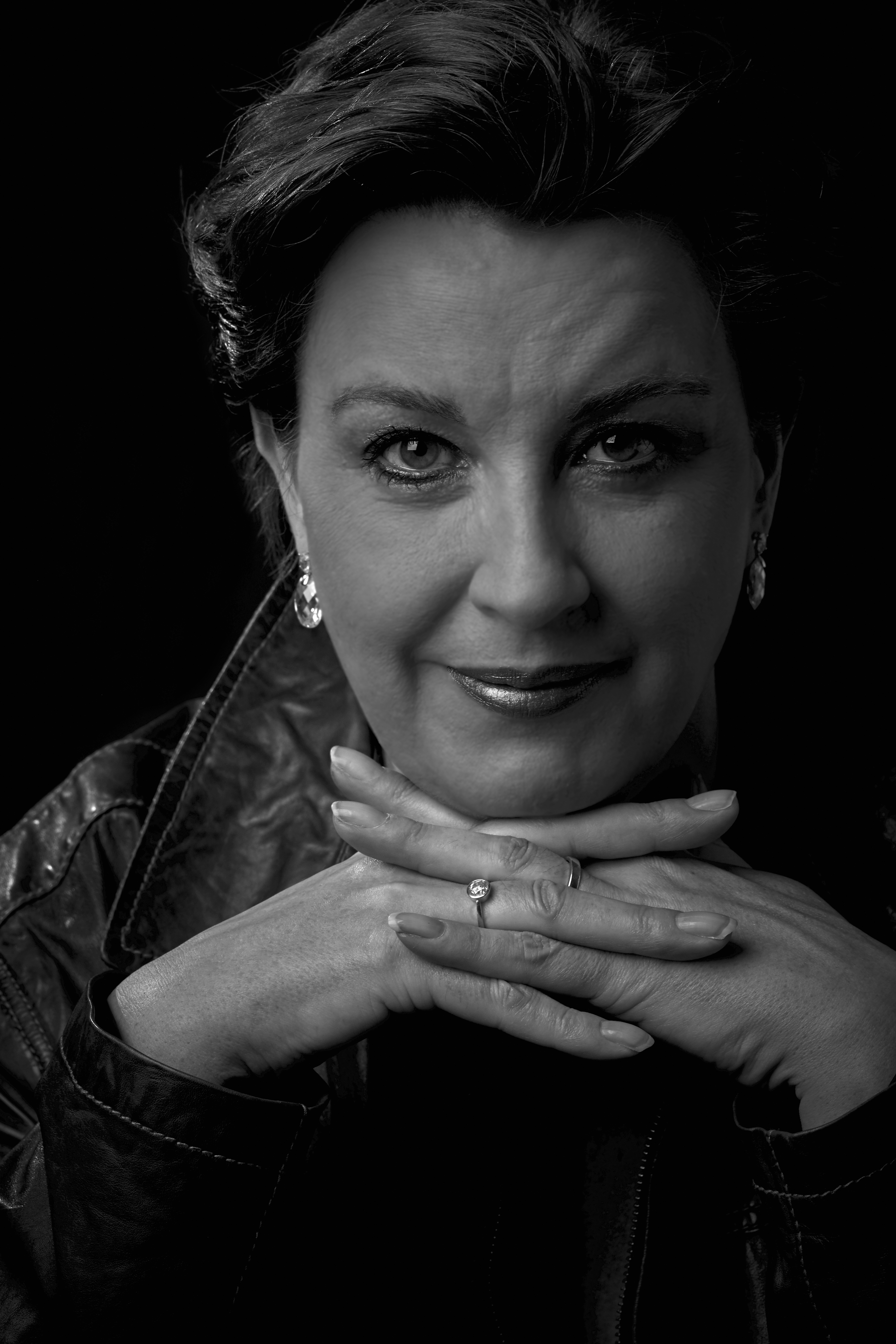
Petra Röder (2015)

Petra Röder (* 24. April 1969; † 10. Mai 2018 in Nürnberg) war eine deutsche Schriftstellerin, die überwiegend Frauenliteratur und Fantasy-Jugendbücher verfasste. Sie schrieb auch unter dem Pseudonym Alison Montgomery erotische Liebesromane.

## Leben
Bevor Röder als Autorin tätig war, arbeitete sie als selbstständige Illustratorin. Ihre Buchcover gestaltete sie selbst. Petra Röder lebte bis zu ihrem Tod mit ihrem Mann in Nürnberg. Als Inspirationsquelle nannte Röder Michael Endes Die unendliche Geschichte.
Ihren Debüt-Roman Die Verwandlung veröffentlichte sie im Mai 2011 beim Verlag edition winterwork. Der Roman war der Auftakt zu ihrer dreiteiligen Vampirbuchreihe Die Blutrubin Trilogie. Röders Flammenherz-Saga erschien ebenfalls im winterwork-Verlag. Bei dieser Saga handelt es sich um historische Zeitreise-Romane, in denen die junge Janet unverhofft im 17. Jahrhundert landet. Im Juni 2012 wurde der Einzelband Traumfänger veröffentlicht; darin geht es um Kylie, deren kleine Schwester Emma im Koma liegt und im Traum Kylie um Hilfe bittet. In der Traumwelt trifft sie auf den charmanten Matt Connor, der dort seit Monaten gefangen ist. Ihre dreiteilige Chick lit Romanserie mit dem Titel Megan Bakerville Reihe sowie die Einzelbände Mitten ins Herz und Liebe klopft nicht an veröffentlichte sie als Selbstpublikationen. Im August 2013 wurde ihr Roman School of Secrets: Verloren bis Mitternacht im Impress-Verlag, einem Imprint vom Carlsen Verlag, herausgegeben. Röders vierteilige Seasons of Love Reihe wurde im Juli 2014 abgeschlossen.
Petra Röder erlag im Mai 2018 den Folgen eines Herzinfarkts.

## Werke

### Blutrubin-Trilogie
1. Die Verwandlung. 2011, ISBN 978-3-86468-462-3.
2. Der Verrat. 2011, ISBN 978-3-86468-463-0.
3. Das Vermächtnis. 2012, ISBN 978-3-86468-464-7.

### Flammenherz-Saga
1. Flammenherz. 2011, ISBN 978-3-943048-42-1.
2. Racheschwur. 2012, ISBN 978-3-86468-230-8.

### Megan-Bakerville-Reihe
1. Plötzlich verliebt. 2012, ISBN 978-1-4825-0203-9.
2. Plötzlich verlobt. 2013, ISBN 978-1-4825-1170-3.
3. Plötzlich verheiratet. 2014, ISBN 978-1-4825-1667-8.

### Seasons of Love
1. Der Duft von Schnee. 2013, ISBN 978-1-4943-7167-8.
2. Der Klang von Regen. 2014, ISBN 978-1-4948-7308-0.
3. Der Geschmack von Sonne. 2014, ISBN 978-1-4974-2085-4.
4. Das Flüstern von Wind. 2014, ISBN 978-1-5003-7513-3.

### Kleine-Worte-Reihe
1. Drei kleine Worte. 2015, ISBN 978-1-5076-2894-2.
2. Vier kleine Worte. 2015, ISBN 978-1-5089-3580-3.

### School of Secrets
1. School of Secrets: Verloren bis Mitternacht. 2013, ISBN 978-3-646-60001-8.
2. School of Secrets: Vereint bis in die Ewigkeit. 2017, ISBN 978-1-5453-3632-8.
3. School of Secrets: Verborgen in der Dunkelheit. 2017, ISBN 978-1-5453-3632-8.

### Schmetterlinge lügen nicht
1. Schmetterlinge lügen nicht – Band 1. 2017, ISBN 978-1-973852-17-9.
2. Schmetterlinge lügen nicht – Band 2. 2017, ISBN 978-1-976340-77-2.

### Götterfee
1. Götterfee – Band 1. 2018, ISBN 978-1-987621-55-6.

### Einzelbände
- Mitten ins Herz. 2011, ISBN 978-1-4825-1827-6.
- Traumfänger. 2012, ISBN 978-1-5003-9423-3.
- Liebe klopft nicht an. 2013, ISBN 978-1-4923-5816-9.
- Saphirmond – Magische Liebe. 2015, ISBN 978-1-5169-3222-1.
- Und wenn es doch Liebe ist? 2015, ISBN 978-1-5229-5992-2.
- Zwei Herzen für immer. 2016, ISBN 978-1-5349-1275-5.

### Sammelbände
- Blutrubin – Die Trilogie. 2012.
- Flammenherz Saga. 2012.
- Plötzlich verliebt … verlobt … verheiratet. 2014, ISBN 978-1-4840-9156-2.
- Seasons of Love – Der Roman. 2014, ISBN 978-1-5004-5747-1.
- Kleine Worte. 2015, ISBN 978-1-5114-2822-4.
- School of Secrets – Gesamtausgabe. 2017, ISBN 978-1-5465-7208-4.
- Schmetterlinge lügen nicht – Der Roman. 2017, ISBN 978-1-9777-2617-9.